# Acid (Film)
Acid (Originaltitel russisch Кислота Kislota, deutsch ‚Säure‘) ist ein Filmdrama von Alexander Gortschilin, das am 8. Februar 2019 im Rahmen der Filmfestspiele Berlin seine internationale Premiere feierte und am 8. August 2019 in die deutschen Kinos kam. Der Film zeichnet das Bild junger Männer im heutigen Russland zwischen wilden Partys und Drogen.

## Produktion
Es handelt sich um Alexander Gortschilins Debütfilm. In Bezug auf dem Film steht der internationale Titel Acid nicht nur für die Techno-Spielart und LSD, sondern auch ganz einfach Säure, in die der Künstler die Büsten russischer Pioniere steckt und sie entstellt wie Säureopfer wieder herausholt.
Filipp Awdejew übernahm die Rolle von Sasha, Alexander Kusnezow die Rolle von Petya. In weiteren Rollen sind Arina Schewzowa, Alexandra Rebenok und Sawwa Saweljew zu sehen.
Erstmals wurde der Film im Juni 2018 im Wettbewerb des Russischen Filmfestivals Kinotawr vorgestellt, wo Gortschilin für seinen Debütfilm den Hauptpreis gewann. Anfang Oktober 2018 kam der Film in ausgewählte russische Kinos. Im Februar 2019 feierte er im Rahmen der Filmfestspiele Berlin seine internationale Premiere, wo er in der Sektion Panorama gezeigt wurde. Ein Kinostart in Deutschland erfolgte am 8. August 2019.

## Rezeption

### Altersfreigabe
In Deutschland ist der Film FSK 16. In der Freigabebegründung heißt es, einige dramatische und drastisch ausgespielte Wendungen sowie der ständige Drogenkonsum könnten  Kinder und Jugendliche unter 16 Jahren überfordern, 16-Jährigen jedoch könne das russische Setting fern ihrer Alltagswelt die Distanzierung erleichtern.

### Kritiken

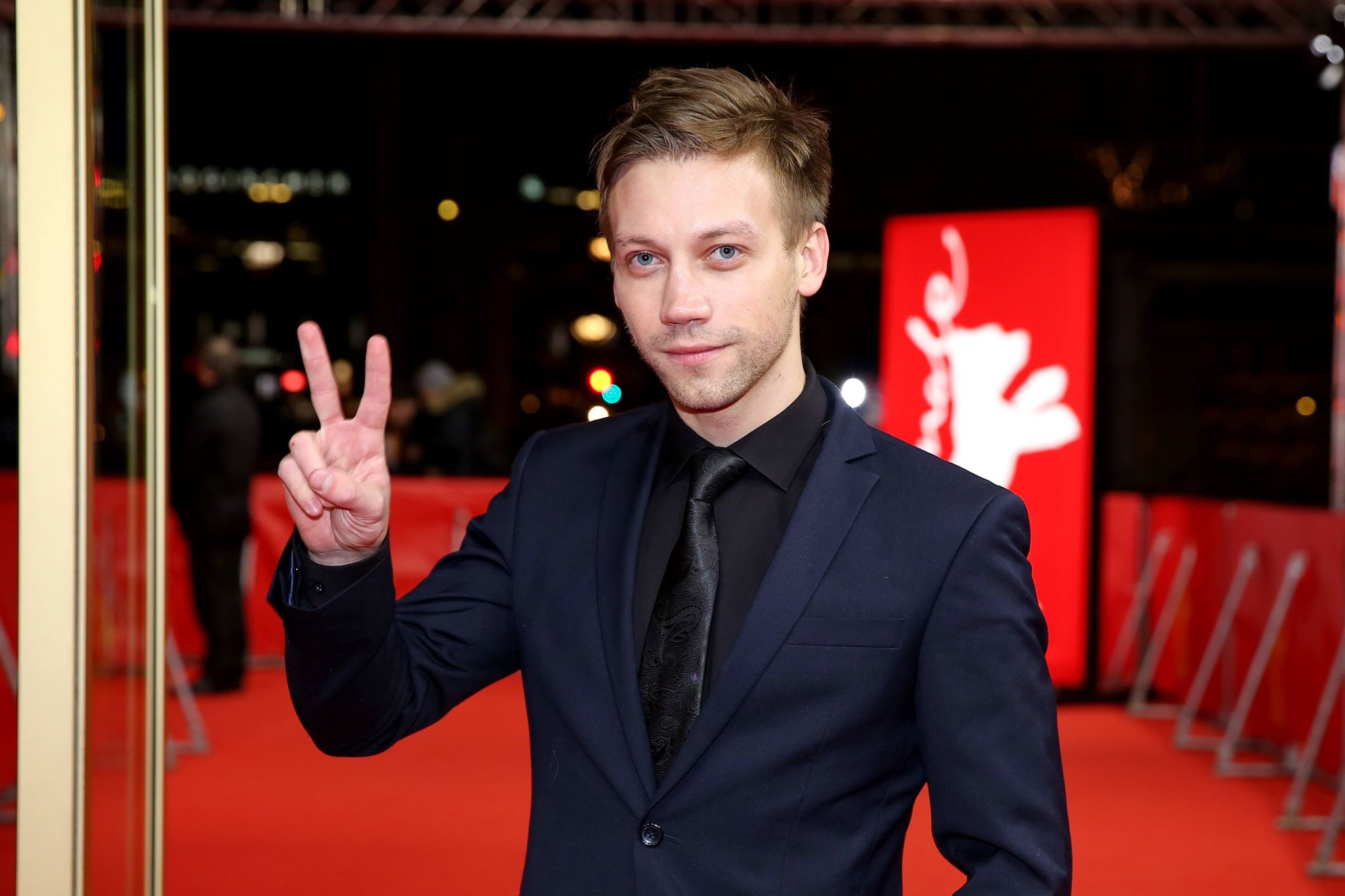
Hauptdarsteller Aleksandr Kuznetsov bei der Premiere im Rahmen der Berlinale im Februar 2019

Björn Schneider von der Gilde deutscher Filmkunsttheater schreibt, von Anfang bis Ende folge der Filmemacher Alexander Gortschilin seiner verlorenen Generation der Millennials durch einen wahrhaft wilden, aufwühlenden filmischen Trip. Es sei das Porträt einer Gruppe letztlich zutiefst verzweifelter junger Menschen, denen nicht nur das Ziel, sondern auch der Halt im Leben fehlt und die der Hass auf die rückständigen politischen Zustände in ihrer Heimat sowie die brüchigen familiären Verhältnisse eine, die fast alle ohne väterliche Bezugs- und Identifikationsfigur aufgewachsen sind. Besonders der insgeheim sensible und emotional fragile Sasha leide darunter, so Schneider weiter. Auf dramaturgischer sowie erzählerischer Seite lasse der Regisseur viele, vor allem inhaltliche, Lücken, die den Betrachter häufig fragend zurückließen, da abschließende Antworten aus bleiben. Wenn Gortschilin seine Twenty-Somethings in flirrenden, energetischen Bildern bei Mutproben, Sex und Gruppensex, spontan abgehaltenen Rave-Nachmittagen und exzessiven Partys in dunklen, einzig von Strobolicht durchfluteten Clubs zeige, werde klar, dass die Gruppe um Petya und Sasha vor allem unter Langeweile „leidet“. Die Hauptdarsteller Alexander Kusnezow und Filipp Awdejew überzeugten Schneider, da sie die Wut, Leere und emotionale Achterbahnfahrt ihrer Figuren authentisch und mit Nachdruck vermittelten.
Carolin Weidner von Spiegel Online bemerkt, die Antwort auf die Frage, was ein einigermaßen sinnvoller Weg wäre, auf dem sich in diesem Russland der späten Zehnerjahre gehen ließe, bleibe der Film schuldig, doch aus dieser Lücke heraus sei die Geschichte des Films entstanden: „Eingespannt zwischen Dummköpfen, die schlechte Kunst propagieren und ihren Größenwahn mit Orgien zelebrieren, sowie den Alten, denen nichts Besseres einfällt, als ihre nicht spurenden Söhne und Töchter mit ein paar saftigen Watschen zurück auf Kurs zu bringen, ist - nicht viel.“ Bei Gortschilins Debütfilm richte sich ein Gros der Wut dieser Millennials gegen sich selbst.

### Auszeichnungen

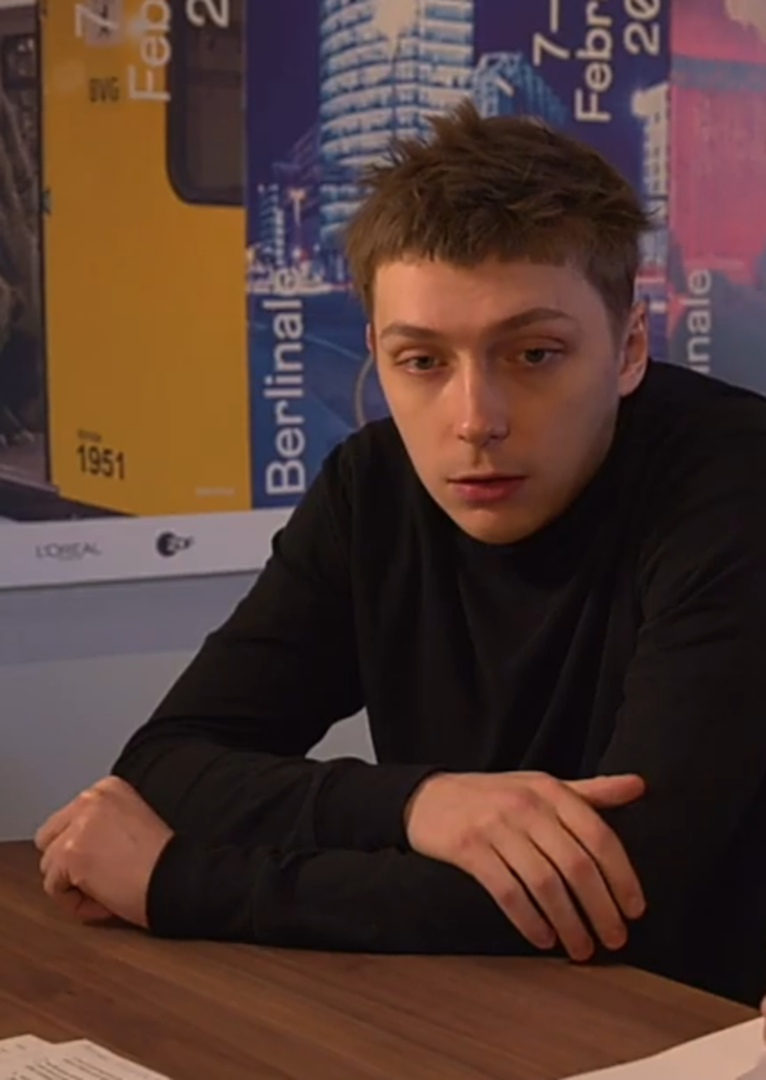
Regisseur Alexander Gortschilin

goEast – Festival des mittel- und osteuropäischen Films 2019
- Auszeichnung mit der Goldenen Lilie (Alexander Gortschilin)[11]

Nika 2019
- Nominierung für den Besten Ton (Wassili Fjodorow)
- Nominierung als Entdeckung des Jahres (Alexander Gortschilin)[12]

Kinotawr 2018
- Auszeichnung in der Kategorie Bestes Debüt im Wettbewerb (Alexander Gortschilin)

Preis der Gilde der Filmkritiker Russlands 2019
- Nominierung als Beste Nebendarstellerin für den Weißen Elefanten (Aleksandra Rebenok)
- Nominierung in der Kategorie Bestes Debüt (Alexander Gortschilin, Sabina Jeremejewa, Natella Krapiwina)